# Bernardino de Mendoza (embajador)
Bernardino de Mendoza (Guadalajara, España; c. 1540-Madrid, 3 de agosto de 1604) fue un militar, diplomático, historiador y escritor español.

## Biografía
Nació en Guadalajara. Estudió en la Universidad de Alcalá, donde recibió la licenciatura en Artes y Filosofía en 1556.
Entró al servicio militar del rey Felipe II en 1560. Combatió en Italia, África y los Países Bajos a las órdenes de Fernando Álvarez de Toledo y Pimentel, duque de Alba, en las batallas de Mons, Nimega, Haarlem y Mook. Participó en expediciones al norte de África y al Peñón de Vélez de la Gomera en 1563 y 1564 y en una acción de la flota para aliviar el sitio de Malta por los turcos en 1565. Compiló unos sobrios y cuidados Comentarios de lo sucedido en las guerras de los Países Bajos desde el año de 1561 hasta el de 1577. La versión española apareció en 1592 y la francesa el año anterior, traducida por Pedro Crespet. En 1576 fue nombrado caballero de la Orden de Santiago.
En 1578 Bernardino de Mendoza fue nombrado embajador ante la corte inglesa de Isabel I, sustituyendo a Guerau de Espés, que había sido expulsado debido a la conspiración de Ridolfi. Durante su misión en Inglaterra ayudaba a la oposición católica y utilizaba códigos secretos para comunicarse con el gobierno de España. Seis años más tarde, en 1584, fue expulsado de Inglaterra por participar en la conjuración de Francis Throckmorton contra la reina Isabel I, en la antesala de la guerra anglo-española.
Después de ser expulsado de Inglaterra, fue embajador ante Francia desde 1584 hasta 1590. Apoyó a la Liga Católica y la revuelta de «Los Dieciséis» en 1588, solicitó apoyo de tropas españolas de Flandes, que supuso la derrota de Enrique IV en el sitio de París. En 1591, con problemas de salud, abandona Francia siendo sustituido por Lorenzo IV Suárez de Figueroa y Córdoba. Totalmente ciego en los últimos años de su vida, falleció en 1604 en su retiro del monasterio de San Bernardo de Madrid.
Entre sus obras como escritor destacan la Teórica y práctica de la guerra (publicada en 1577), el Comentario de lo sucedido en los Países Bajos desde el año 1567 hasta el de 1577 (1592) y una traducción al español de los Politicorum sive civilis doctrinae libri sex del filósofo flamenco Justo Lipsio (1604). También compuso unas Odas a la conversión de un pecador que Francisco Cerdá y Rico incluyó en Poesías espirituales (1779) y unas Odas a imitación de los siete salmos penitenciales del real propheta David (Amberes, 1593) junto a Diego Alfonso Velázquez de Velasco.